# Red Hat
Red Hat, Inc. es una multinacional estadounidense de software que provee software de código abierto (FOSS) principalmente a empresas. Fundada en 1993, Red Hat tiene su sede corporativa en Raleigh, Carolina del Norte, con oficinas satélite en todo el mundo.
Red Hat es conocida en gran medida por su sistema operativo empresarial Red Hat Enterprise Linux y por la adquisición del proveedor de middleware empresarial de código abierto JBoss. Red Hat también ofrece Red Hat Virtualization (RHV), un producto de virtualización empresarial. Red Hat proporciona almacenamiento, plataformas de sistemas operativos, middleware, aplicaciones, productos de administración y servicios de soporte, capacitación y consultoría.
Red Hat crea, mantiene y contribuye a muchos proyectos de software libre. Ha adquirido muchos productos de software propietario, a través de fusiones y adquisiciones y ha liberado el código de estos aplicativos como código abierto. Red Hat es el segundo mayor contribuyente al núcleo Linux versión 4.14, tras Intel.
El 28 de octubre de 2018, IBM anunció su intención de adquirir Red Hat por 33 400 millones de dólares, llevándose a cabo finalmente el 9 de julio del 2019.

## Historia

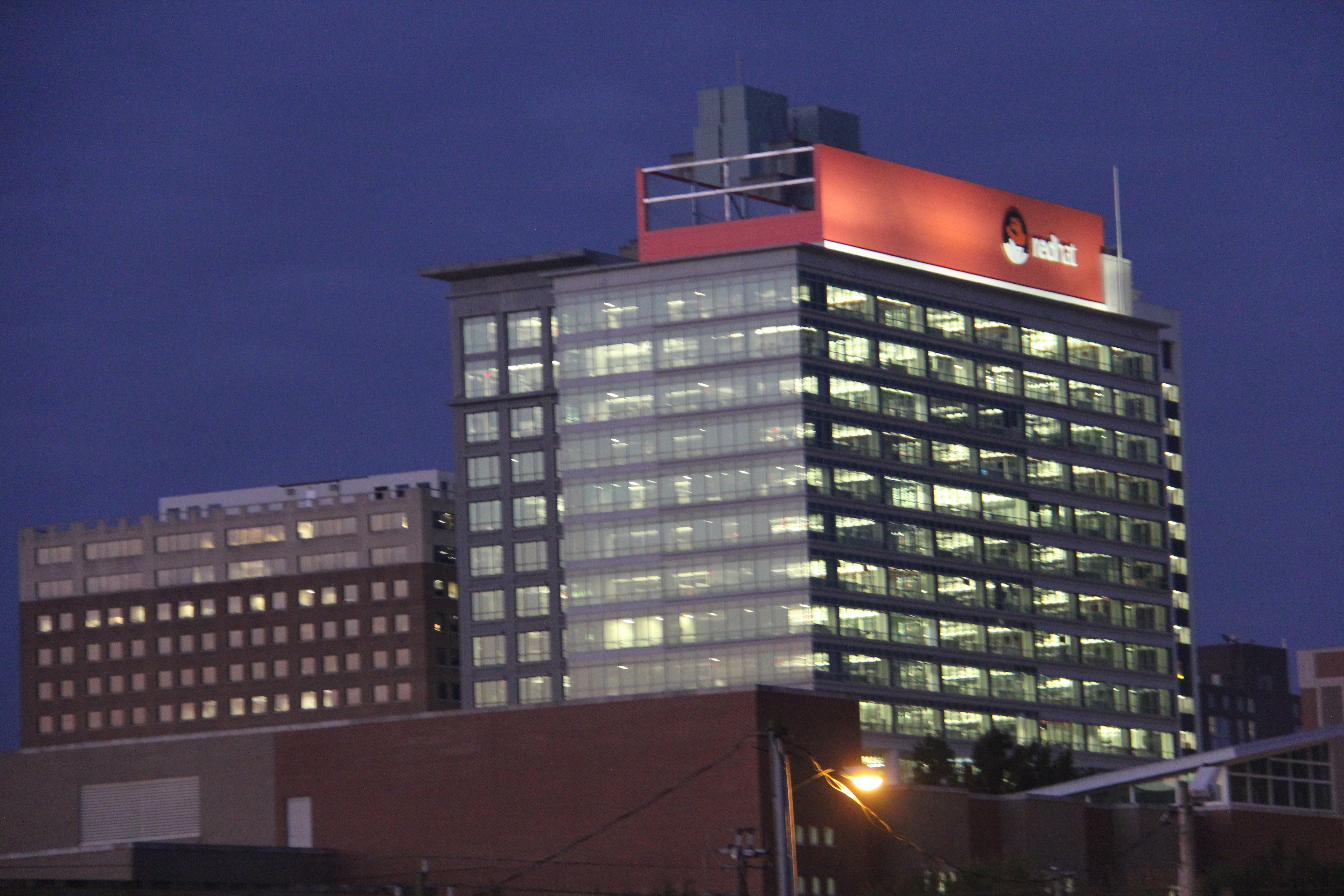
Torre sede de Red Hat

En 1993, Bob Young incorporó ACC Corporation, una empresa de catálogos que vendía accesorios de software de Linux y Unix. En 1994, Marc Ewing creó su propia distribución de Linux, a la que llamó Red Hat Linux  (Ewing había usado un sombrero rojo de lacrosse de la Universidad de Cornell, que le había dado su abuelo, mientras asistía a la Universidad Carnegie Mellon). Ewing lanzó el software en octubre, y se conoció como el lanzamiento de Halloween. Young compró el negocio de Ewing en 1995, y los dos se fusionaron para convertirse en Red Hat Software, con Young como director ejecutivo.
Red Hat salió a bolsa el 11 de agosto de 1999, logrando la octava ganancia de primer día en la historia de Wall Street. Matthew Szulik sucedió a Bob Young como CEO en diciembre de ese año. Bob Young fundó la empresa de impresión a pedido y autoedición en línea, Lulu, en 2002.
El 15 de noviembre de 1999, Red Hat adquirió Cygnus Solutions. Cygnus proporcionó soporte comercial para el software gratuito y alojó a los mantenedores de productos de software GNU como el Depurador GNU y Binutils. Uno de los fundadores de Cygnus, Michael Tiemann, se convirtió en el director técnico de Red Hat, y para 2008, en vicepresidente de asuntos de código abierto. Más tarde, Red Hat adquiere WireSpeed, C2Net y Hell's Kitchen Systems.
En febrero de 2000, InfoWorld otorgó a Red Hat su cuarto premio consecutivo de «Producto del sistema operativo del año» para Red Hat Linux 6.1. Red Hat adquirió Planning Technologies, Inc en 2001 y el directorio iPlanet de AOL y el software de servidor de certificados en 2004.
Red Hat trasladó su sede de Durham al Centennial Campus de North Carolina State University en Raleigh, Carolina del Norte, en febrero de 2002. En el mes siguiente, Red Hat presentó el servidor avanzado Red Hat Linux, posteriormente renombrado Red Hat Enterprise Linux (RHEL). Dell, IBM, HP y Oracle Corporation anunciaron su apoyo a la plataforma.
En diciembre de 2005, la revista CIO Insight realizó su «Encuesta de valor de proveedor» anual, en la que Red Hat se ubicó en el puesto número uno en valor por segundo año consecutivo. El estocaje de Red Hat se convirtió en parte del NASDAQ-100 el 19 de diciembre de 2005.
Red Hat adquirió el proveedor de middleware de código abierto JBoss el 5 de junio de 2006, y JBoss se convirtió en una división de Red Hat. El 18 de septiembre de 2006, Red Hat lanzó la Red Hat Application Stack, que integraba la tecnología JBoss y que estaba certificada por otros proveedores de software conocidos. El 12 de diciembre de 2006, las acciones de Red Hat pasaron de cotizar en NASDAQ (RHAT) a la Bolsa de Nueva York (RHT). En 2007, Red Hat adquirió MetaMatrix e hizo un acuerdo con Exadel para distribuir su software.
El 15 de marzo de 2007, Red Hat lanzó Red Hat Enterprise Linux 5 y en junio adquirió Mobicents. El 13 de marzo de 2008, Red Hat adquirió Amentra, un proveedor de servicios de integración de sistemas para arquitectura orientada a servicios, administración de procesos de negocios, desarrollo de sistemas y servicios de datos empresariales.
El 27 de julio de 2009, Red Hat reemplazó a CIT Group en el índice de acciones Standard and Poor's 500, un índice diversificado de quinientas compañías líderes de la economía de los EE. UU. Esto fue reportado como un hito importante para Linux.
El 15 de diciembre de 2009, se informó que Red Hat pagará 8.8 millones de dólares para resolver una demanda colectiva relacionada con la reexpresión de los resultados financieros de julio de 2004. La demanda estaba pendiente en el Tribunal de Distrito de EE. UU. Para el Distrito Este de Carolina del Norte. Red Hat alcanzó el acuerdo de liquidación propuesto y registró un cargo único de 8.8 millones de dólares por el trimestre que finalizó el 30 de noviembre.
El 10 de enero de 2011, Red Hat anunció que ampliaría su sede en dos fases, agregando 540 empleados a la operación de Raleigh e invirtiendo más de 109 millones de dólares. El estado de Carolina del Norte ofrece hasta quince millones de dólares en incentivos. La segunda fase implica la «expansión a nuevas tecnologías, como la visualización de software y las ofertas de tecnología en la nube».
El 25 de agosto de 2011, Red Hat anunció que trasladaría a unos seiscientos empleados del campus centenario del estado de N. C. al centro de Two Progress Plaza. El 24 de junio de 2013 se llevó a cabo una ceremonia de corte de cinta en la sede de Red Hat.
En 2012, Red Hat se convirtió en la primera compañía de código abierto de un billón de dólares, alcanzando 1130 millones de dólares en ingresos anuales durante su año fiscal. Red Hat aprobó la referencia de dos mil millones de dólares en 2015. A febrero de 2018, los ingresos anuales de la compañía fueron de casi tres mil millones de dólares.
El 16 de octubre de 2015, Red Hat anunció la adquisición de la empresa de automatización de TI Ansible, que se rumorea por un estimado de 100 millones de dólares.
En mayo de 2018, Red Hat adquiere CoreOS.

### Adquisición por parte de IBM
El 28 de octubre de 2018, IBM anunció su intención de adquirir Red Hat por 34 000 millones de dólares, en una de sus adquisiciones más grandes. La compañía operará fuera de la división Hybrid Cloud de IBM.

## Productos y proyectos
Sus principales productos son la distribución Red Hat Enterprise Linux, el servidor de aplicaciones libre JBoss, la herramienta de Mapeo objeto-relacional Hibernate y más soluciones en el ámbito de los servidores.
Por otra parte Red Hat patrocina y dirige la distribución Fedora, la cual usa para probar nuevas tecnologías. También participa en el proyecto One Laptop per Child y mantiene el sitio web Red Hat Magazine.
En septiembre de 2003, Red Hat decidió concentrar sus esfuerzos de desarrollo en la versión corporativa de su distribución y delegó la versión común a Fedora Core, un proyecto abierto independiente de Red Hat, pero patrocinado por la empresa. 

### One Laptop per Child
Los ingenieros de Red Hat trabajaron con la iniciativa One Laptop per Child (una organización sin fines de lucro establecida por miembros del MIT Media Lab) para diseñar y producir una computadora portátil de bajo costo e intentar proporcionar a todos los niños del mundo acceso a comunicación abierta y conocimiento abierto y aprendizaje abierto. La computadora portátil XO-4, la última máquina de este proyecto, ejecuta una versión reducida de Fedora 17 como su sistema operativo.

### GNOME
Red Hat es el mayor contribuyente al entorno de escritorio GNOME. Cuenta con varios empleados que trabajan a tiempo completo en Evolution, el administrador oficial de información personal de GNOME.

### Dogtail
Dogtail, un marco de prueba de interfaz gráfica de usuario automatizada (GUI) de código abierto desarrollado inicialmente por Red Hat, consta de software gratuito publicado bajo la Licencia Pública General de GNU (GPL) y está escrito en Python. Permite a los desarrolladores construir y probar sus aplicaciones. Red Hat anunció el lanzamiento de Dogtail en la Cumbre Red Hat 2006.

### MRG
Red Hat MRG es un producto de clustering destinado a la informática integrada de alto rendimiento. El acrónimo MRG significa «Messaging Realtime Grid».
Red Hat Enterprise MRG reemplaza Red Hat Enterprise Linux, una distribución de Linux desarrollada por Red Hat, con el fin de proporcionar soporte adicional para la computación en tiempo real, la carga de trabajo de programación a máquinas virtuales locales o remotas, grid computing y cloud computing.
A partir de 2011, Red Hat trabaja con la comunidad del Sistema de computación de alto rendimiento de Condor y también brinda soporte para el software.
La herramienta de control de rendimiento de Tuna se ejecuta en el entorno MRG.

### Opensource.com
Red Hat produce la publicación en línea Opensource.com. El sitio destaca formas en que los principios de código abierto se aplican en dominios distintos del desarrollo de software. El sitio rastrea la aplicación de la filosofía de código abierto a los negocios, la educación, el gobierno, la ley, la salud y la vida.
La compañía originalmente produjo un boletín llamado Under the Brim. La revista Wide Open apareció por primera vez en marzo de 2004, como un medio para que Red Hat comparta contenido técnico con suscriptores de manera regular. El boletín Under the Brim y la revista Wide Open se fusionaron en noviembre de 2004 para convertirse en Red Hat Magazine. En enero de 2010, la revista Red Hat se convirtió en Opensource.com.

### Red Hat Exchange
En 2007, Red Hat anunció que había llegado a un acuerdo con algunas compañías de software libre y de código abierto que le permitieron hacer un portal de distribución llamado Red Hat Exchange, revender el software FOSS con la marca original intacta. Sin embargo, para 2010, Red Hat había abandonado el programa de Exchange para centrar sus esfuerzos más en su Open Source Channel Alliance que comenzó en abril de 2009.

### Red Hat Single Sign On
Red Hat Single Sign On es un producto de software que permite el inicio de sesión único con Identity Management and Access Management dirigido a aplicaciones y servicios modernos. Hay un proyecto de código abierto en curso junto con Red Hat SSO, que es Keycloak. Keycloak es básicamente la versión comunitaria de Red Hat SSO. Red Hat Single Sign On 7.3 es la última versión disponible.

### Red Hat Subscription Management
Red Hat Subscription Management (RHSM) combina la entrega de contenido con la administración de suscripciones.

### OpenShift
Red Hat opera OpenShift, una plataforma de cloud computing, que admite aplicaciones escritas en Node.js, PHP, Perl, Python, Ruby, JavaEE y más.
El 31 de junio de 2018, Red Hat anunció el lanzamiento de Istio 1.021, un programa de administración de microservicios que se utiliza junto con la plataforma Kubernetes. El software pretende proporcionar servicios de «gestión de tráfico, identidad y seguridad del servicio, aplicación de políticas y telemetría» para optimizar el uso de Kubernetes en los diversos sistemas operativos basados en Fedora. Brian Redbeard Harring de Red Hat describió a Istio como «con el objetivo de ser un plano de control, similar al plano de control de Kubernetes, para configurar una serie de servidores proxy que se inyectan entre los componentes de la aplicación».

### OpenStack
Red Hat comercializa una versión de OpenStack que ayuda a administrar un centro de datos de manera que se realiza en cloud computing.

### Cloudforms
Red Hat CloudForms proporciona administración de máquinas virtuales, instancias y contenedores basados en VMware vSphere, Red Hat Virtualization, Microsoft Hyper-V, OpenStack, Amazon EC2, Google Cloud Platform, Microsoft Azure y Red Hat OpenShift. CloudForms se basa en el proyecto ManageIQ de fuente abierta de Red Hat. El código en ManageIQ proviene de la adquisición de ManageIQ por más de cien millones de dólares en 2012.

### LibreOffice
Red Hat contribuye, con varios desarrolladores de software, a LibreOffice, una suite ofimática gratuita y de código abierto.

### Otros proyectos desoftwarelibre
Red Hat tiene algunos empleados que trabajan a tiempo completo en otros proyectos de software libre y de código abierto que no son productos de Red Hat, como dos empleados a tiempo completo que trabajan en el software gratuito radeon (David Airlie y Jerome Glisse) y uno empleado a tiempo completo que trabaja en los controladores gráficos nouveau de software libre. Otro de estos proyectos es AeroGear, un proyecto de código abierto que aporta experiencia en seguridad y desarrollo al desarrollo móvil empresarial multiplataforma.[cita requerida]
Red Hat también organiza eventos de «Día de código abierto» donde múltiples socios muestran sus tecnologías de código abierto.

### Utilidades y herramientas
Los suscriptores tienen acceso a:
- Red Hat Developer Toolset (DTS)[60] — herramientas de desarrollo y análisis de rendimiento.[61]
- Red Hat Software Collections (RHSCL).[62]

Más allá de los principales productos y adquisiciones de Red Hat, los programadores de Red Hat han producido herramientas y herramientas de programación de software para complementar el software estándar de Unix y Linux. Algunos de estos «productos» de Red Hat han encontrado su camino desde entornos operativos específicamente de Red Hat a través de canales de código abierto hasta una comunidad más amplia. Dichas utilidades incluyen:
- Disk Druid: para particionar discos.[63]
- rpm: para la gestión de paquetes.
- sos (derivado de sysreport): herramientas para recopilar información sobre el hardware y la configuración del sistema.[64]
  - sosreport: informa el hardware del sistema y los detalles de configuración.[65]
- SystemTap: herramienta de rastreo para kernels de Linux, desarrollada con IBM, Hitachi, Oracle[66] e Intel.[67]
- NetworkManager.

El sitio web de Red Hat enumera las principales implicaciones de la organización en proyectos de software libre y de código abierto.
Los proyectos comunitarios bajo los auspicios de Red Hat incluyen:
- La aplicación Pulp para la gestión de repositorios de software.[69]